# Onze (Stranger Things)
Pour les articles homonymes, voir Onze (homonymie).
Onze /ɔ̃z/ (née Jane Ives, devenue Jane Hopper ; Eleven en VO) est un personnage de fiction de la série de science-fiction et d'horreur de Netflix Stranger Things. Interprétée par l'actrice britannique Millie Bobby Brown, elle est une jeune fille dotée de capacités psychokinétiques et télépathiques.

## Biographie du personnage
Onze a été créée par le Dr Martin Brenner à partir de Henry Creel/001/Vecna, qui avait développé des pouvoirs surnaturels (télékinésie), sujet des expériences du projet MK-Ultra menées par la Central Intelligence Agency (CIA) des États-Unis. Cependant, l'utilisation de ses capacités l'affaiblit temporairement et lui provoque des saignements de nez. À sa naissance, Onze a été enlevée à sa mère par le Dr. Martin Brenner et a été élevée au laboratoire national d'Hawkins, dans l'Indiana, comme sujet de test afin de développer ses compétences psychocinétiques. Lorsqu'elle est placée dans un réservoir de privation sensorielle, elle peut se servir de ses dons de visualisation à distance et avoir accès à d'autres dimensions, principalement à des fins d'espionnage international. Onze tombe sur une créature vivant dans la dimension de l'« Upside Down». Le soir du 6 novembre 1983, elle parvient enfin à rentrer en contact avec celle-ci. En essayant d'établir ce contact, Onze ouvre une porte entre le laboratoire d'Hawkins et la dimension de l'« Upside Down ». Dès lors, la créature acquiert la capacité de voyager entre le monde des humains et l'« Upside Down ».

### Saison 1
Au cours de la première saison, Onze s'échappe du laboratoire d'Hawkins et tente de dérober de la nourriture dans un restaurant de la ville. Elle et le propriétaire s'entendent plutôt bien, mais celui-ci décide finalement d'appeler les services sociaux. L'assistant social appelé sur place s'avère en réalité être un agent du laboratoire d'Hawkins. Il tue le propriétaire du restaurant. Onze s'enfuit avant d'être rattrapée. Elle est ensuite retrouvée par Mike Wheeler (Finn Wolfhard), Dustin Henderson (Gaten Matarazzo) et Lucas Sinclair (Caleb McLaughlin), qui recherchent leur ami disparu, Will Byers (Noah Schnapp). Les garçons apprennent que son nom est Onze après avoir vu un tatouage « 011 » sur son avant-bras gauche. Par la suite, Mike décide de l'appeler « El » pour faire court (diminutif de «  Eleven » dans la version originale de la série). Mike propose à Onze de venir vivre dans son sous-sol dans une cabane cachée par des couvertures. Craignant de se faire capturer à nouveau, Onze convainc Mike de n'en parler à aucun adulte pour ne pas être retrouvée par les assistants sociaux. 
Onze aide à localiser Will grâce à ses capacités surnaturelles et finit par se rendre compte qu'il est piégé dans l'« Upside Down ». Le groupe d'amis tente de retrouver Will à l'aide de leurs boussoles, mais Onze interfère dans leurs recherches lorsqu'elle se rend compte qu'ils se dirigent vers le laboratoire. Lucas, remarquant sa déception, se met en colère contre elle (il se méfiait d'elle depuis le début). Onze s'enfuit, vole des boîtes de gaufres surgelées dans un magasin et les mange dans une forêt. Mike et Dustin sont menacés par des harceleurs de leur collège. Ces derniers forcent Mike à sauter dans un lac depuis une haute falaise pendant qu'ils retiennent Dustin en otage. Onze revient et intervient immédiatement avant que Mike ne touche l'eau, sauvant à la fois Mike et Dustin. 
Onze, Mike et Dustin retrouvent Lucas et se réconcilient. Ils se rendent à la déchèterie. Le Dr Brenner et ses associés sont à leurs trousses. Durant la poursuite, Onze utilise ses pouvoirs pour faire voler une camionnette de laboratoire dans les airs. Le groupe, aidé par Joyce Byers (Winona Ryder), le chef de la police Jim Hopper (David Harbour), Nancy Wheeler (Natalia Dyer) et Jonathan Byers (Charlie Heaton), construit un sas d'isolement avec une piscine gonflable et des sacs de sel pour permettre à Onze de se concentrer et d'activer ses pouvoirs. Onze parvient à accéder à l'« Upside Down » et confirme que Will est bien vivant. Alors que le personnel du laboratoire s'approche de l'école, Mike dit à Onze qu'elle peut rester avec lui et sa famille, il lui demande ensuite de l'accompagner au bal de l'école. Puis, il l'embrasse après avoir eu du mal à expliquer ses sentiments envers elle. Onze aide le groupe à s'échapper en utilisant ses pouvoirs pour tuer la plupart des agents du laboratoire, bien que cela l'épuise physiquement. Le monstre de l'« Upside Down » parvient à s'introduire dans leur dimension, et Onze se sacrifie pour détruire la créature et sauver ses amis. 
Un mois suivant ces évènements, après une soirée de Noël, Hopper quitte le poste de police et se rend dans les bois. Il y laisse des gaufres dans une boîte cachée. La localisation et la santé de Onze restent ambiguës,. 

### Saison 2
Après avoir vaincu le Démogorgon, Onze se réveille dans la dimension « Upside Down ». Elle s'échappe par un portail qui la fait atterrir à l'école. Le gouvernement étant toujours à sa recherche, elle se voit forcée de se cacher dans la forêt. Onze trouve enfin les gaufres Eggos qu'Hopper lui a laissé et elle va à sa recherche. Les deux emménagent dans une cabane dans les bois où il lui interdit de sortir, craignant pour sa sécurité. Hopper cache Onze à l'intérieur de cette cabane pendant près d'un an, en ne le disant à personne, pas même à Mike. Pendant ce temps, Onze acquiert un meilleur contrôle sur ses pouvoirs. Elle est moins éprouvée par l'utilisation de la télékinésie et est maintenant capable de projeter son esprit sans avoir à utiliser un sas de privation sensorielle. Par la suite, elle utilisera cette capacité pour écouter les tentatives de Mike de la contacter. Bien qu'elle soit de plus en plus frustrée par son incapacité à répondre, Onze en profite pour élargir son vocabulaire, à l'aide de Hopper et de la télévision. 
Onze s'impatiente et veut revoir Mike, ce qui suscitent des tensions entre elle et Hopper. Un jour, elle décide de s'enfuir de chez elle et se rend au collège de Mike. Elle trouve Mike mais ce dernier est avec Max, une nouvelle élève. Onze pense à tort que Max flirte avec Mike et, par jalousie, elle utilise ses pouvoirs pour la faire tomber de sa planche à roulettes avant de s'en aller. De retour dans la cabane, elle a une dispute houleuse avec Hopper à propos de sa fugue, elle perd le contrôle et utilise ses pouvoirs pour endommager la cabane. Le lendemain, en nettoyant le désordre qu'elle a causé la veille, elle découvre des dossiers dans le sous-sol de la cabane qui prouvent que sa mère biologique est en vie. Elle se rend compte que Hopper lui a menti. Elle part alors à la recherche de sa mère biologique, Terry, et de sa tante, Becky. Onze découvre ce qui est arrivé à Terry au laboratoire Hawkins. Une fois là-bas, elle se rend compte que Terry essaie de communiquer avec elle, mais en raison de son état catatonique, elle n'y parvient pas. Onze utilise ses pouvoirs pour accéder aux souvenirs du passé de sa mère. Après l'enlèvement de sa fille, Terry avait essayé de s'introduire dans le laboratoire Hawkins pour la récupérer. Brenner et ses assistants la capturent et la soumettent à une thérapie par électrochocs, ce qui entraîne son état actuel. Onze utilise ensuite ses capacités pour découvrir qu'elle a une «sœur», une autre fille douée, enlevée par le Dr Brenner pour des expérimentations. Onze décide d'aller à sa recherche. 
En utilisant à nouveau ses pouvoirs, Onze localise sa sœur et découvre qu'il s'agit d'une fille plus âgée nommée Kali  — huit  — (Linnea Berthelsen), avec le pouvoir de provoquer des hallucinations visuelles. Onze reste avec Kali et ses amis quelque temps. Ce sont des fugueurs déterminés à se venger des personnes qui leur ont fait du mal. Kali dit à Onze que pour utiliser ses pouvoirs, elle doit penser à ce qui la met le plus en colère. Lorsqu'ils vont se venger de l'assistant de Brenner qui a aidé à blesser la mère de Onze, cette dernière commence à l'étouffer à mort mais s'arrête car elle voit qu'il est père de deux filles. Elle empêche alors Kali de lui tirer dessus. De retour à la cachette, Onze voit Hopper et Mike en danger grâce à ses pouvoirs. Alors que les amis de Kali s'apprêtent à fuir, Onze se rend compte qu'elle doit retourner auprès de ses amis parce qu'ils ont besoin de son aide. 
Onze retourne à Hawkins et retrouve finalement Mike et ses amis. Ils se prennent dans les bras après qu'elle les ait sauvés d'un Demodog. Le groupe se rend compte que Onze doit fermer la porte de l'« Upside Down ». Elle et Hopper se dirigent vers le laboratoire Hawkins. Une fois sur place, Eleven utilise les conseils de Kali et se concentre sur sa colère pour déclencher ses pouvoirs. Elle réussit à fermer la porte mais ses forces s'épuisent. Ensuite, on découvre que le Dr Owens a falsifié un certificat de naissance qui permettra par la suite à Hopper d'adopter Onze afin de l'aider à rester cachée. Le nouveau nom officiel de Onze est Jane Hopper. Hopper lui permet d'assister au Snow Ball, le bal de fin d'année du collège de Hawkins. Mike et Onze s'y donnent rendez-vous, ils dansent ensemble et s'embrassent pour la première fois en tant que couple.

### Saison 3
Au début de la saison trois, Onze et Mike sortent ensemble depuis sept mois, ce qui agace énormément Hopper. Celui-ci n'apprécie pas qu'Onze et Mike soient constamment ensemble et passent tout leur temps seuls à s'embrasser. Lorsque Hopper avoue à Joyce qu'il se sent mal à l'aise face à cette situation, elle affirme qu'il devrait s'asseoir et parler calmement à Onze et Mike de ce qu'il ressent. Cela se retourne contre lui car Hopper n'a pas su garder son calme et finit par menacer verbalement Mike. Il lui ordonne de rester loin de Onze, ou il mettra fin à leur relation. Lorsque Mike est obligé de mentir à Onze sur les raisons pour lesquelles il ne peut plus lui rendre visite, elle devient méfiante et demande conseil à Max, qui affirme que Mike a choisi de s'éloigner d'elle pour passer son temps à jouer avec ses amis. Elle lui propose alors d'aller s'amuser entre filles de leur côté en allant faire du shopping au nouveau centre commercial Starcourt, malgré l'interdiction d'Hopper, qui lui avait interdit de sortir en grand public pour la protéger des gens malveillants qui pourrait l'enlever, pour qu'elle redevienne cobaye… 
Les filles passent du bon temps ensemble. Elles tombent sur Lucas, Will et Mike, qui, pendant ce temps, cherchaient à acheter du maquillage pour l'offrir à Onze. Mike ment et dit que le cadeau est pour sa grand-mère malade. Onze, sous la colère, rompt avec lui et s'en va avec Max. Les filles passent la nuit chez Hopper et utilisent les pouvoirs télépathiques de Onze pour espionner les garçons. Elles créent alors un jeu dans lequel elles font tourner une bouteille et espionnent celui sur qui elle atterrit. Onze espionne Billy et il semble qu'il ait kidnappé quelqu'un. Les filles vont le chercher et découvrent qu'un de ses collègues maître nageur a également disparu. Ils découvrent que Billy a été possédé par le Flagelleur Mental.
Elles retrouvent Mike, Lucas et Will. Mike est énervé car Onze l'a espionné. Il finit par se disputer avec Max au sujet de ses sentiments pour Onze alors que cette dernière espionne le Flagelleur. Onze retient le Flagelleur Mental lorsque la cabane est attaquée, mais le Flagelleur la blesse et laisse un morceau de lui-même dans sa blessure. Onze et Mike se réconcilient, mais le Flagelleur et Billy les localisent et les suivent à l'aide de la blessure de Onze. Elle perd ses pouvoirs, mais le groupe vainc le Flagelleur Mental en fermant le portail vers l'«Upside Down». Hopper est présumé mort dans l'explosion qui a fermé le portail et Onze est prise en charge par les Byers. Alors que les Byers font leurs valises pour quitter Hawkins, Onze avoue à Mike qu'elle l'aime en retour et ils s'embrassent à nouveau. Joyce lui donne une lettre écrite par Hopper qu'il avait l'intention d'utiliser pour dire à elle et Mike ses craintes à propos de leur couple. Onze et les Byers quittent Hawkins.

## Développement

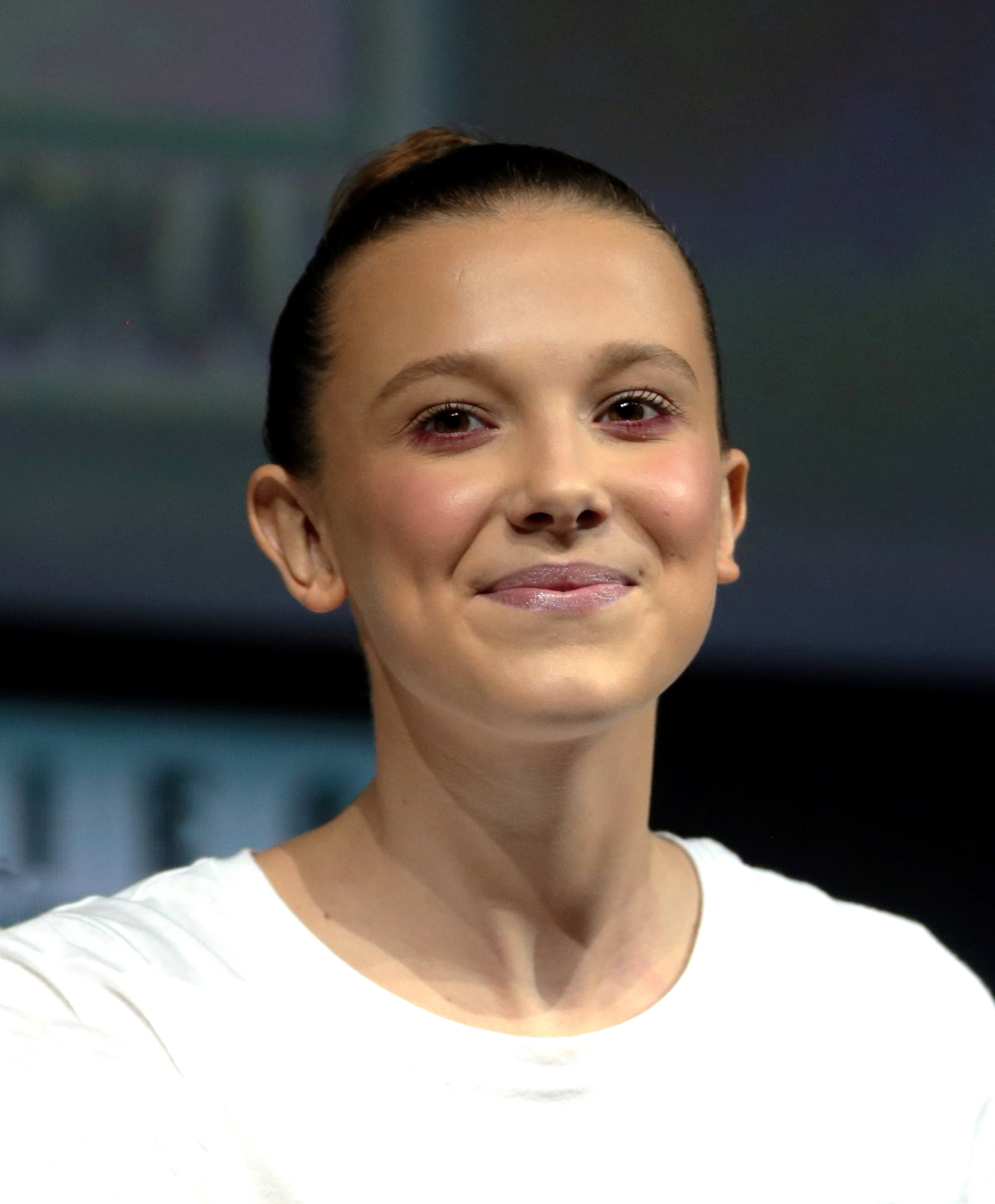
Millie Bobby Brown, actrice qui incarne le personnage Onze à Comic-Con en 2018.

### Conception et rédaction
Les Frères Duffer ont créé le personnage de Onze en se basant sur le vécu des survivants des expériences du Projet MKUltra. Ils se sont également inspirés du film ET et du sentiment d'être à part. Ils puisent aussi leur inspiration dans les animes Elfen Lied et Akira , disant qu'ils « voulaient qu'il y ait un mystère à propos de son passé, et aussi la faire paraître un peu effrayante ». À l'origine, Stranger Things a été présenté comme une série limitée et il était prévu que Onze se sacrifie dans le dernier épisode de la série. Cependant, Netflix souhaitait que la série se poursuive avec une deuxième saison. Les scénaristes ont donc décidé de garder le personnage en vie,. 

### Distribution
Parmi tous les rôles de la série, les scénaristes ont conclu que le plus difficile à jouer était celui de Onze. Comme le personnage avait peu de répliques au début de la série, ils voulaient trouver une enfant actrice capable de transmettre beaucoup d'émotion. Les frères Duffer craignaient de ne pouvoir trouver une personne qui pourrait rester dans son rôle pendant les scènes où il n'y avait pas de répliques. Ils furent très soulagés de rencontrer Millie Bobby Brown, qu'ils décrivent comme « très spéciale, n'est-ce pas, avec un talent surnaturel tout à fait effrayant. » L'actrice a dû se raser la tête pour incarner son personnage. Au début, elle et ses parents étaient hésitants à ce sujet, mais, après avoir vu une photo de Charlize Theron en tant qu'Imperator Furiosa, elle finit par accepter de se faire couper les cheveux. 

## Récompenses

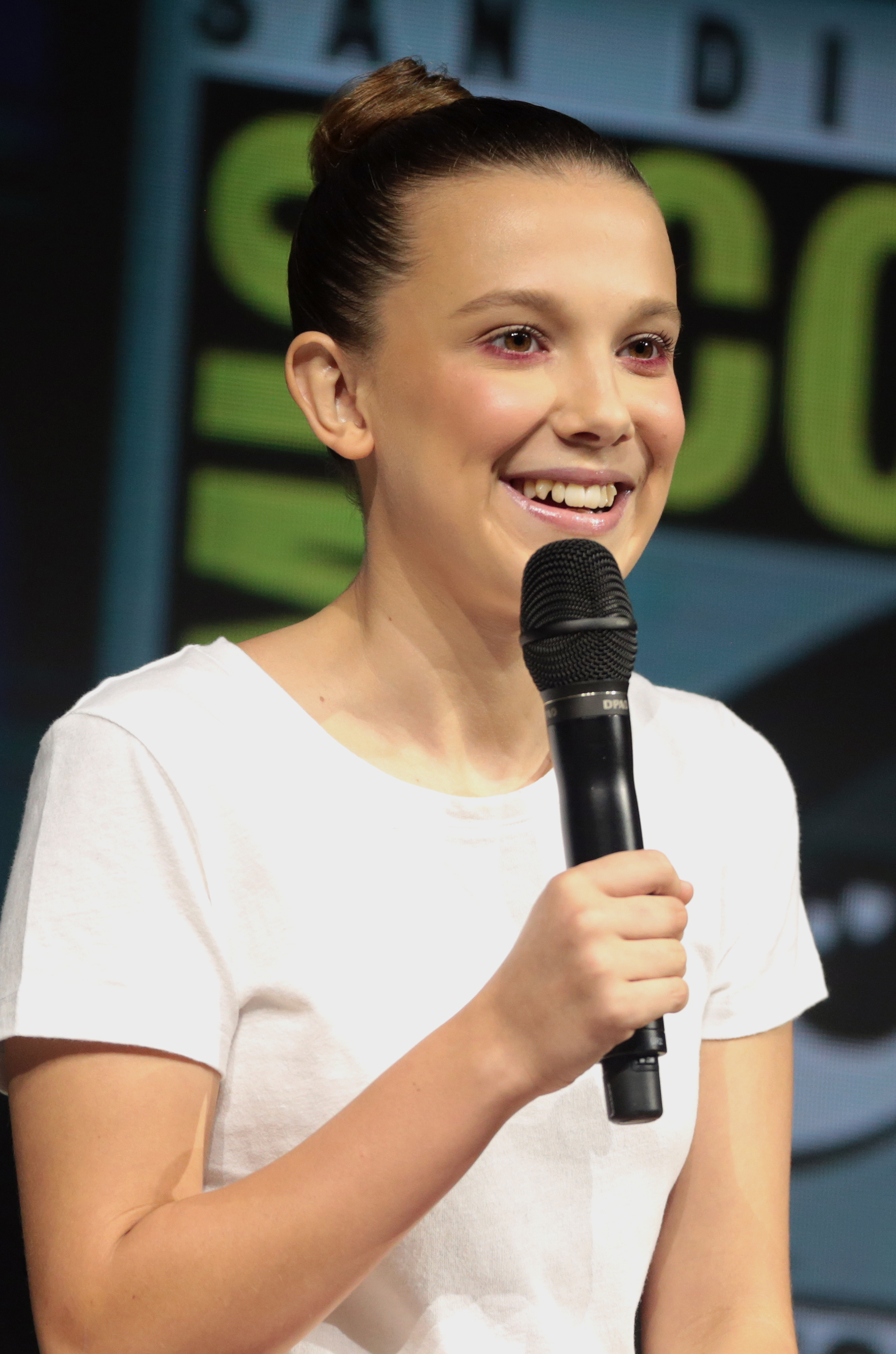
Brown a reçu des éloges et plusieurs nominations pour sa performance en tant que Onze.

Le personnage et la performance de Millie Bobby Brown ont reçu les éloges de la critique. Alice Vincent du Daily Telegraph écrit que « Millie Bobby Brown continue d'être la star de la série, elle a inspiré du « fan art » et des tatouages, donné une visibilité mondiale aux gaufres Eggos, celles que son personnage dévore. Elle a également donné une toute nouvelle vie à l'expression « bête comme un manche. »
Ashley Hoffman du magazine Time a proposé le personnage de Onze comme mascotte pour la Journée nationale de la gaufre.  
Cependant, Lenika Cruz du magazine The Atlantic a déclaré que « malgré une histoire riche, Onze demeure le protagoniste le plus finement esquissé de la série. » 
En 2017 et 2018, lors des 69e et 70e Primetime Emmy Awards, Millie Bobby Brown a été nommée dans la catégorie meilleure actrice de second rôle dans une série dramatique. Aux MTV Movie & TV Awards 2017, elle a été nommée pour le prix de la meilleure héroïne et a remporté celui de la meilleure actrice dans une série télévisée. Elle remporte par la suite le prix de la meilleure performance de jeune acteur dans une série télévisée aux 43e Saturn Awards . Elle a été nommée deux fois pour le Screen Actors Guild Award de la meilleure actrice dans une série dramatique en 2017 et 2018. En 2018 et 2020, elle remporte le Kids Choice Award de la meilleure actrice.